# ديف (ممثل)
ديف (بالبنغالية: দেব)‏ هو سياسي وممثل هندي، ولد في 25 ديسمبر 1982.

## وصلات خارجية
- ديف على موقع IMDb (الإنجليزية)
- ديف على موقع قاعدة بيانات الفيلم (الإنجليزية)